# Referéndum de independencia de Nueva Caledonia de 2020
El referéndum de independencia en Nueva Caledonia se celebró el domingo 4 de octubre de 2020. En dicho acto, los votantes tuvieron la opción de elegir entre permanecer con su actual estatus con Francia o convertirse en un país independiente. Se trata del tercer referéndum de autodeterminación celebrado en Nueva Caledonia, siendo las otras convocatorias en 1987 y 2018.

## Historia
Las islas Nueva Caledonia han sido habitadas por los canacos, descendientes de los austronesios, desde el año 1100 a. C. Las islas fueron descubiertas en 1774 por el navegante inglés James Cook quien las dio el nombre de Nueva Caledonia, en honor a las Tierras Altas de Escocia. Nueva Caledonia fue convertida en posesión francesa en 1853, bajo el gobierno de Napoleón III que buscaba expandir su influencia en el Pacífico y fundar una colonia penal. Para habitar estas islas, el gobierno francés va a buscar dos fórmulas: el establecimiento de colonos libres y de colonos penales.

## Antecedentes
El anterior referéndum de independencia se produjo en 2018. En aquella ocasión, se rechazó la independencia con un 56,4% de los electores que votaron la permanencia en Francia. A pesar del resultado del referéndum, el porcentaje de votos favorables a la permanencia con Francia fue menor que el que vaticinaban los sondeos. También se hizo patente la importante polarización entre las dos principales comunidades del archipiélagos: los canacos, habitantes autóctonos de Nueva Caledonia, y los europeos.

## Campaña
El Partido Laborista, que en 2018 había pedido la abstención, esta vez pidió por el sí.